# HMS Crossbow (D96)
Pour les articles homonymes, voir Crossbow.
Le HMS Crossbow est un destroyer de classe Weapon (en) de la Royal Navy.

## Histoire
À la mise en service en 1948, Crossbow faisait partie de la 6e flottille de destroyers (en) (plus tard escadre), faisant partie de la Home Fleet, avec les autres destroyers de classe Weapon. En 1953, le Crossbow participe à la grande revue de la flotte à Spithead pour célébrer le couronnement de la reine Élisabeth II. En 1955, il est remplacé au sein de l'escadre par le Contest.
En 1957, toutes les navires de la classe Weapon sont réaménagés et reconvertis pour les rééquiper en navires piquets, en complément des nouvelles frégates de classe Salisbury (en). Le Crossbow est converti au Chatham Dockyard. La conversion implique le retrait des deux ensembles de tubes lance-torpilles et la construction d'un mât en treillis supplémentaire, équipé d'un radar type 965 (en). Le Crossbow est remis en service en 1959 au sein de la 2e escadre de destroyers (en).
En 1963, le Crossbow est mis en réserve et trois ans plus tard, le destroyer Solebay devient le navire d'entraînement en mer du HMS Sultan. Il est remplacé dans le rôle de navire d'entraînement à quai par le destroyer Diamond début 1970. Il est placé sur la liste de vente finale et vendu le 14 décembre 1971 à Thos W Ward pour être mis au rebut. Il arrive au chantier de Briton Ferry le 21 janvier 1972.